# العلاقات السويدية الفلسطينية
العلاقات السويدية الفلسطينية هي العلاقات الدولية بين السويد ودولة فلسطين. اعترفت السويد بفلسطين كدولة ذات سيادة في 30 أكتوبر 2014. فلسطين لديها سفارة في ستوكهولم، تم افتتاحها في فبراير 2015.

## التاريخ
صوتت السويد لصالح خطة الأمم المتحدة لتقسيم فلسطين عام 1947.